# Vreta klosters distrikt
Vreta klosters distrikt är ett distrikt i Linköpings kommun och Östergötlands län. 
Distriktet ligger nordväst om Linköping. 

## Tidigare administrativ tillhörighet
Distriktet inrättades 2016 och utgörs av socknen Vreta kloster i Linköpings kommun.
Området motsvarar den omfattning Vreta klosters församling hade vid årsskiftet 1999/2000.